# Успенский сельсовет (Липецкая область)
Успенский сельсове́т — сельское поселение в Становлянском районе Липецкой области. 
Административный центр — село Чернолес.

## География
Сельсовет находится на северо-востоке Становлянского района Липецкой области. Граничит на севере с Тульской областью, на востоке с Краснинским районом Липецкой области, на юге с Красно-Полянским сельсоветом Становлянского района и на западе с Георгиевским сельсоветом Становлянского района.
Границы Успенского сельсовета установлены законом Липецкой области №126-оз от 23 сентября 2004 года «Об установлении границ муниципальных образований Липецкой области».
Общая площадь поселения составляет 11495 га, это самое большое по площади сельское поселение Становлянского района. На его территории находятся шесть населенных пунктов, 423 домовладения
- село Чернолес – площадь 191 га (административный и культурный центр)
- село Успенское – площадь 203 га
- деревня Елизаветовка – площадь 81 га
- деревня Большие Выселки – 58 га
- деревня Малые Выселки – площадь 55 га
- деревня Уваровка площадь – 45 га.

Общая площадь населённых пунктов – 633 га. 
Население сельского поселения Успенский сельсовет в 2010 году – 856 человек: из них 60 дошкольного возраста, 93 учащихся, 387 человек - трудоспособное население и 326 человек старше трудоспособного возраста. За последние годы наблюдается незначительный прирост населения за счет миграции.

## История
В соответствии с законом Липецкой области №114-оз от 2 июля 2004 года сельсовет наделён статусом сельского поселения.

## Население
| 2010 | 2012 | 2013 | 2014 | 2015 | 2016 | 2017 |
| ---- | ---- | ---- | ---- | ---- | ---- | ---- |
| 834  | ↘812 | ↘809 | ↘802 | ↘785 | ↘774 | ↘757 |
| 2018 | 2021 |      |      |      |      |      |
| ↘730 | ↗750 |      |      |      |      |      |

## Состав сельского поселения
| № | Населённый пункт | Тип                | Население | Площадь |
| - | ---------------- | ------------------ | --------- | ------- |
| 1 | Большие Выселки  | деревня            | 1         | 58      |
| 2 | Елизаветовка     | деревня            | 95        | 81      |
| 3 | Малые Выселки    | деревня            | 41        | 55      |
| 4 | Уваровка         | деревня            | ↘0        | 45      |
| 5 | Успенское        | село               | 287       | 203     |
| 6 | Чернолес         | село, админ. центр | 410       | 191     |

### Упразднённые населённые пункты
Озерки